# Antonio García Oliveros
Antonio García Oliveros fue un médico y escritor en lengua asturiana. Nació en Navia (Asturias) el 9 de junio de 1900. Estudió bachiller en Oviedo (Asturias), donde residía desde los 11 años, y medicina en Santiago de Compostela.
Miembro de número del Instituto de Estudios Asturianos desde su fundación, puede ser considerado como uno de los conservadores más fieles del asturiano entre los de su generación. Cultivó en especial la poesía festiva y colaboró en periódicos y revista con el seudónimo AGO.
Su biblioteca, una de las mejores de fondo asturianista, fue cedida al Ayuntamiento de Oviedo y después a la Biblioteca de Asturias a su muerte, sucedida el 27 de diciembre de 1985. En su honor, fue dedicada a su nombre la XXIII Selmana de les Lletres Asturianes.

## Obra
- Cuentiquinos del escañu / por A. García Oliveros ; prólogo de Constantino Cabal ; ilustraciones de Alfonso. — Oviedo : [s.n.], 1945.
- Ensayo de un diccionario bable de la rima / compuesto por A. García Oliveros ("Ago"). — Oviedo : Instituto de Estudios Asturianos, 1946. — 471 p. ; 22 cm
- Teodoro Cuesta : (ensayo bio-bibliográfico)... : discurso leído por su autor en el acto de su solemne recepción académica el 28 de abril de 1949 / por Antonio García Oliveros ; contestación Martín Andreu Valdés. — Oviedo : Instituto de Estudios Asturianos, 1949. — 167 p. ; 18 cm
- Melecina casera : cuentos médicos en dialecto asturiano / por A. García Oliveros ("Ago") ; prólogo de Santiago Melón y Ruiz de Gordejuela. — Oviedo : [s.n.], 1953 .
- La imprenta en Oviedo : (notas para su historia) / por A. García Oliveros. — Oviedo : Instituto de Estudios Asturianos, 1956. —219 p. ; 18 cm
- Contribución al estudio de las postas y el correo en Asturias / Antonio García Oliveros. — Granada : Club Internacional Alhambra, 1958. — 148 p. ; 22 cm. — (Biblioteca del Club Internacional Alhambra)
- Más cuentiquinos del escañu / Antonio Garía Oliveros ; prólogo, J. Cueto Alas ; ilustraciones, J. Paredes. — Oviedo : Biblioteca popular asturiana, 1978. — 159 p. : il. ; 19 cm. — (El Trasgu ; 3)